# 1877 في إيطاليا
فيما يلي قوائم الأحداث التي وقعت خلال عام 1877 في إيطاليا.

## سياسة

### انتهاء فترة المنصب
- 26 ديسمبر – فرانشيسكو كرسبي رئيس مجلس النواب الإيطالي [الإنجليزية]‏.

## مواليد

### يناير
- 1 يناير – إدوارد هرتزن كيميائي بلجيكي.

### مارس
- 3 مارس – هنري بونصو دبلوماسي فرنسي.

### يونيو
- 13 يونيو – جوزيف ستيلا فنان أمريكي.

### نوفمبر
- 9 نوفمبر – إنريكو دي نيكولا
- 19 نوفمبر – جوسبي فولبي

## وفيات

### سبتمبر
- 9 سبتمبر – فيليبو برلاتوري (مواليد 1816)